# اس‌ام یو-۱۴ (اتریش-مجارستان)
اس‌ام یو-۱۴ (اتریش-مجارستان) (به انگلیسی: SM U-14 (Austria-Hungary)) یک زیردریایی بود که طول آن ۱۷۰ فوت ۱۱ اینچ (۵۲٫۱۰ متر) بود. این زیردریایی در سال ۱۹۱۲ ساخته شد.